# 上野国分寺跡

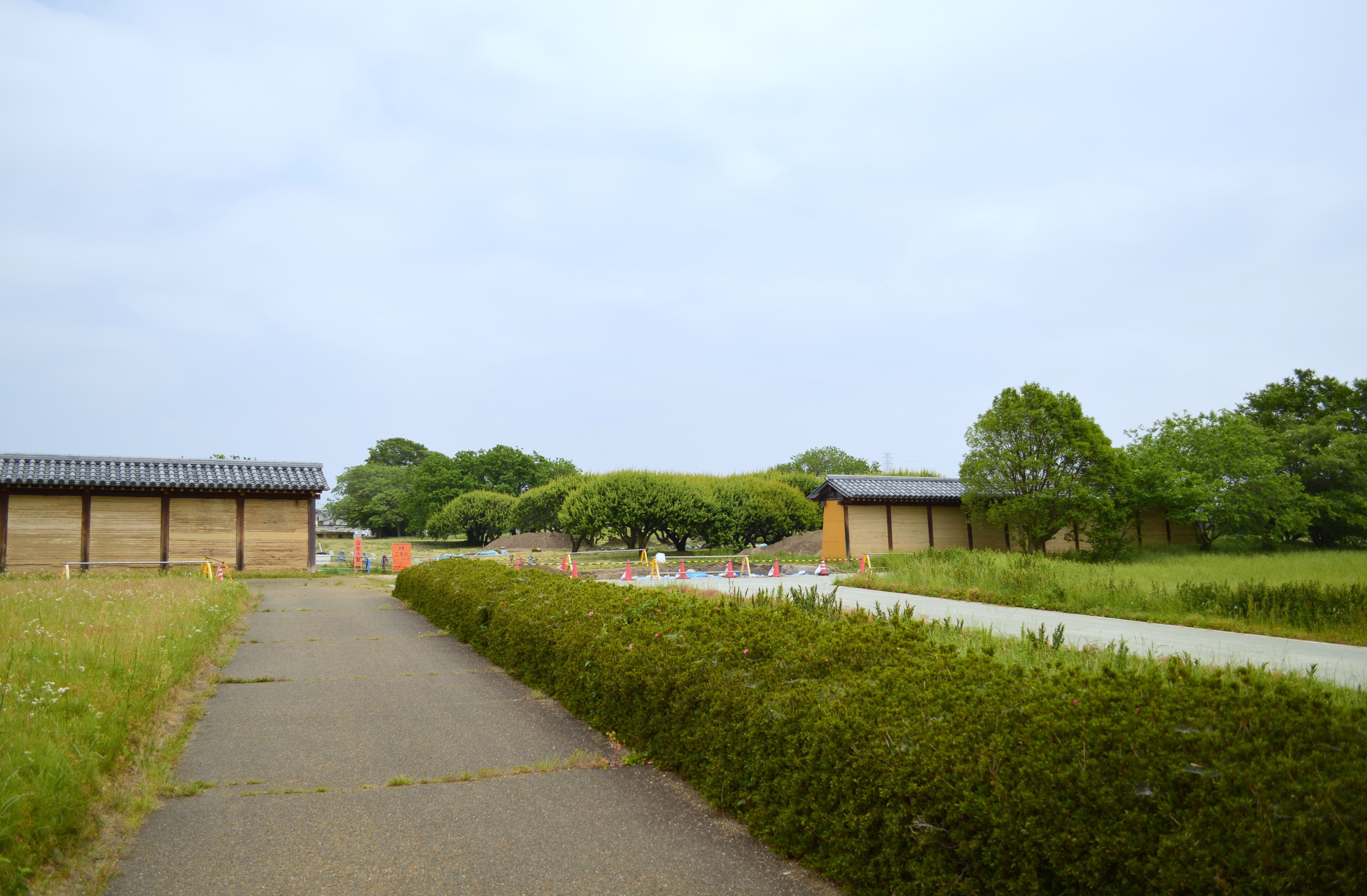
上野国分寺跡 概観中央に南大門跡、跡の両脇に接続して築垣（復元）。

上野国分寺跡（こうずけこくぶんじあと）は、群馬県前橋市・高崎市にある古代寺院跡。国の史跡に指定されている。
奈良時代に聖武天皇の詔により日本各地に建立された国分寺のうち、上野国国分僧寺の寺院跡にあたる。本項では上野国分尼寺跡（国の史跡）についても解説する。

## 概要
群馬県中央部、榛名山南東麓の染谷川と牛池川に挟まれた台地上に位置する。現在は関越自動車道を挟んで僧寺跡と尼寺跡が南辺を揃えて立地する。一帯は律令制以前にも山王廃寺のような古代寺院が建立された地で、律令制下では国分僧寺・尼寺のほか東方に上野国府（推定地）も営まれている。
僧寺跡の寺域は1926年（大正15年）に国の史跡に指定された。1980年度（昭和55年度）からは第1期整備として発掘調査・史跡整備が実施され、2012年度（平成24年度）からは第2期整備が実施されている。また尼寺跡においても2016年度（平成28年度）から発掘調査が実施されている。

## 歴史

### 古代

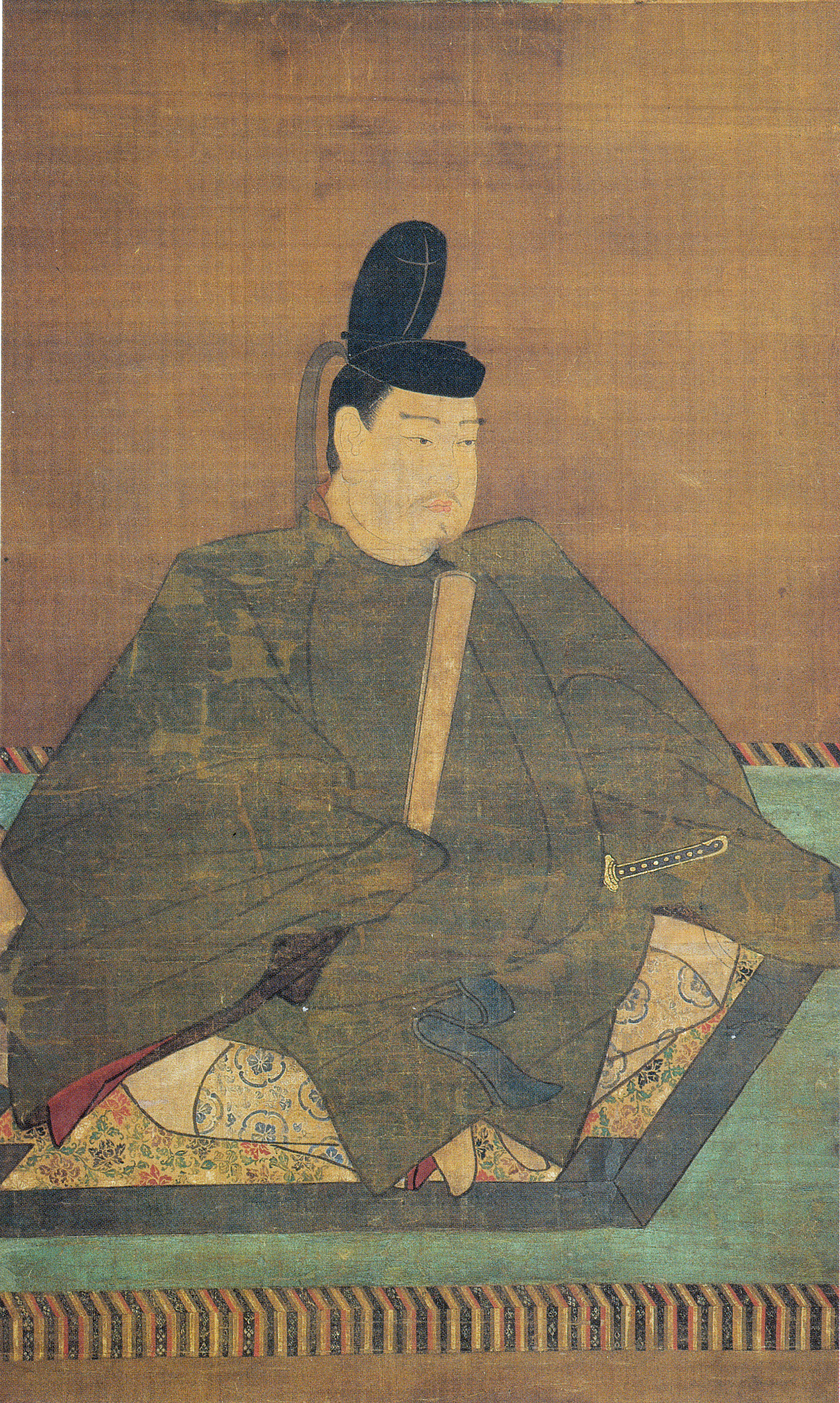
聖武天皇肖像

創建は不詳。天平13年（741年）の国分寺建立の詔の頃に創建されたと見られる。『続日本紀』天平勝宝元年（749年）5月15日条・閏5月20日条で当寺への知識物献上の記録があることから、聖武天皇の詔を受け速やかに造営が始まったとする説がある。
延長5年（927年）成立の『延喜式』主税上の規定では、上野国の国分寺料として稲5万束があてられている。
長元3年（1030年）の『上野国交替実録帳』では、当時には諸建物が破損・荒廃していた様子が記述される。
廃絶は不詳。14世紀代には講堂の一部が墓地化しており、伽藍が失われた様子が示唆される。廃絶の要因として、天慶2年（939年）の平将門による上野国府乱入、治承4年（1180年）の足利俊綱による上野国府焼き払いとの関連を推測する説もある。

### 近代以降
- 僧寺跡
  - 1926年（大正15年）10月20日、国の史跡に指定[1]。
  - 第1期整備
    - 1980-1988年度（昭和55-63年度）、史跡整備に伴う発掘調査（群馬県教育委員会）[2]。
    - 1990-1993年度（平成2-5年度）、史跡整備。塔・金堂（のちに講堂と判明）の基壇と一部築垣の復元[2]。
    - 1994年度（平成6年度）、ガイダンス施設の公開[2]。

  - 第2期整備
    - 2012-2014年度（平成24-26年度）、史跡整備に伴う発掘調査（群馬県教育委員会）[2]。
- 尼寺跡
  - 1969-1970年度（昭和44-45年度）、範囲確認調査（群馬県教育委員会）[5]。
  - 1999-2000年度（平成11-12年度）、土地区画整理事業に伴う寺域確認調査（前橋市埋蔵文化財発掘調査団）[5][6]。
  - 2016年度（平成28年度）以降、発掘調査（高崎市教育委員会）[3][7]。
  - 2024年（令和6年）10月11日、国の史跡に指定。

## 伽藍
僧寺跡の寺域は東西220メートル・南北235メートルと推定される。主要伽藍として、南北主軸上に南大門・中門・金堂・講堂が南から一直線上に配されるとともに、金堂の西側には塔（七重塔と推定）が配される東大寺式伽藍配置（国分寺式伽藍配置）である。金堂左右からは回廊が出て中門左右に取り付く。僧房（僧坊）の有無は不明。金堂・塔が東西に並立する点で特色が指摘される。
なお、2014年（平成26年）の調査以前は講堂基壇が金堂基壇と見なされていた。

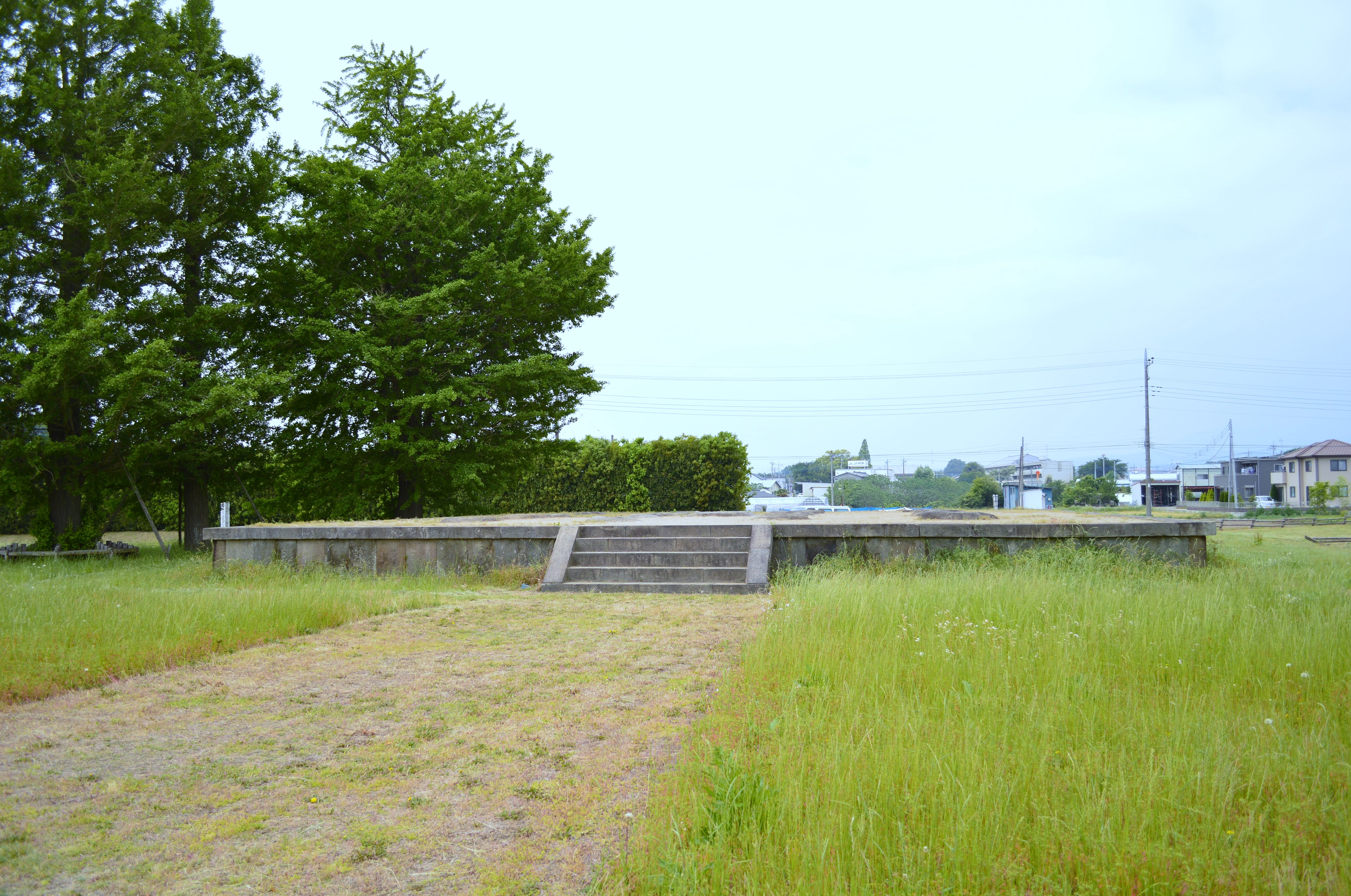
塔基壇
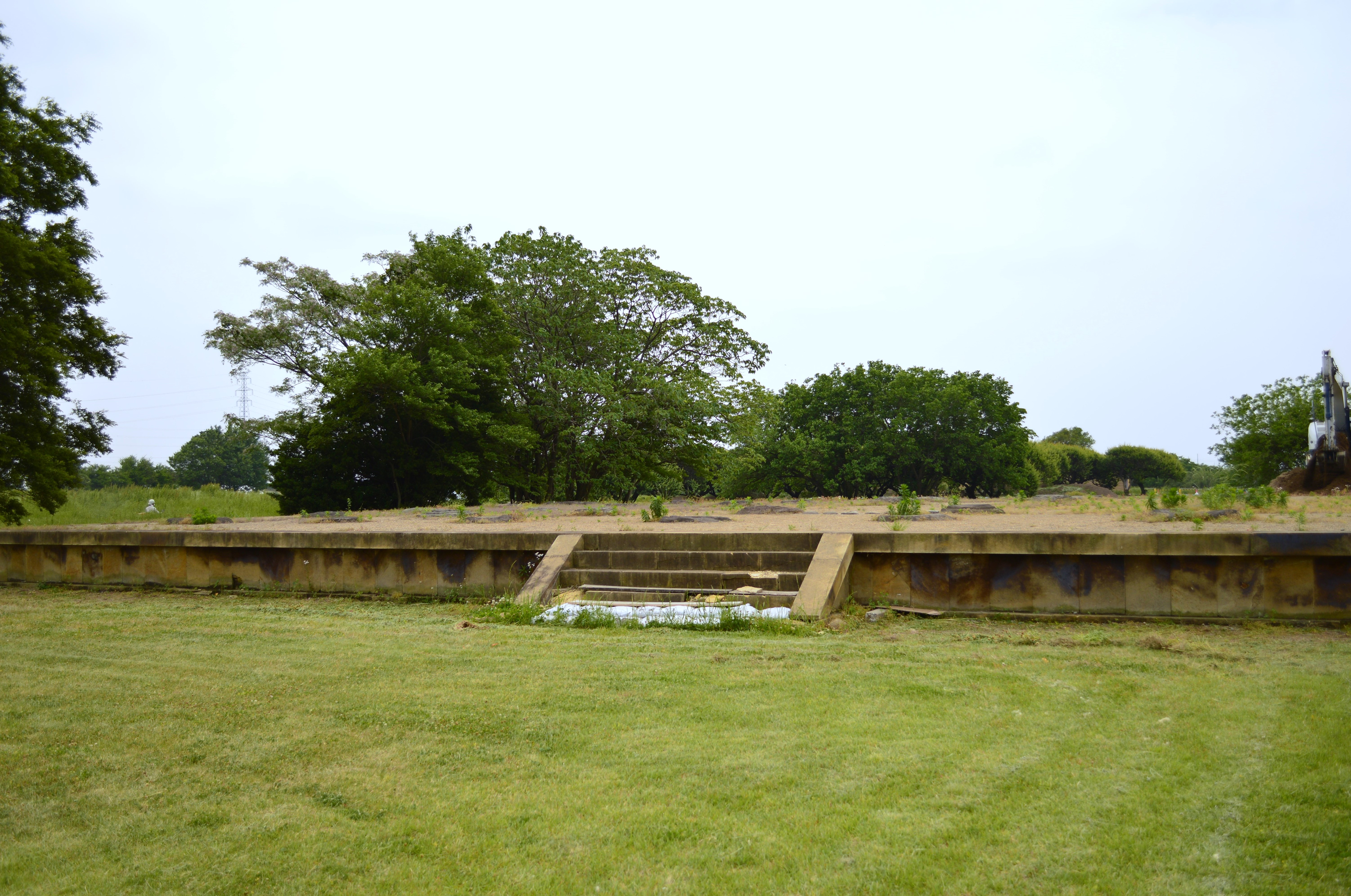
講堂基壇
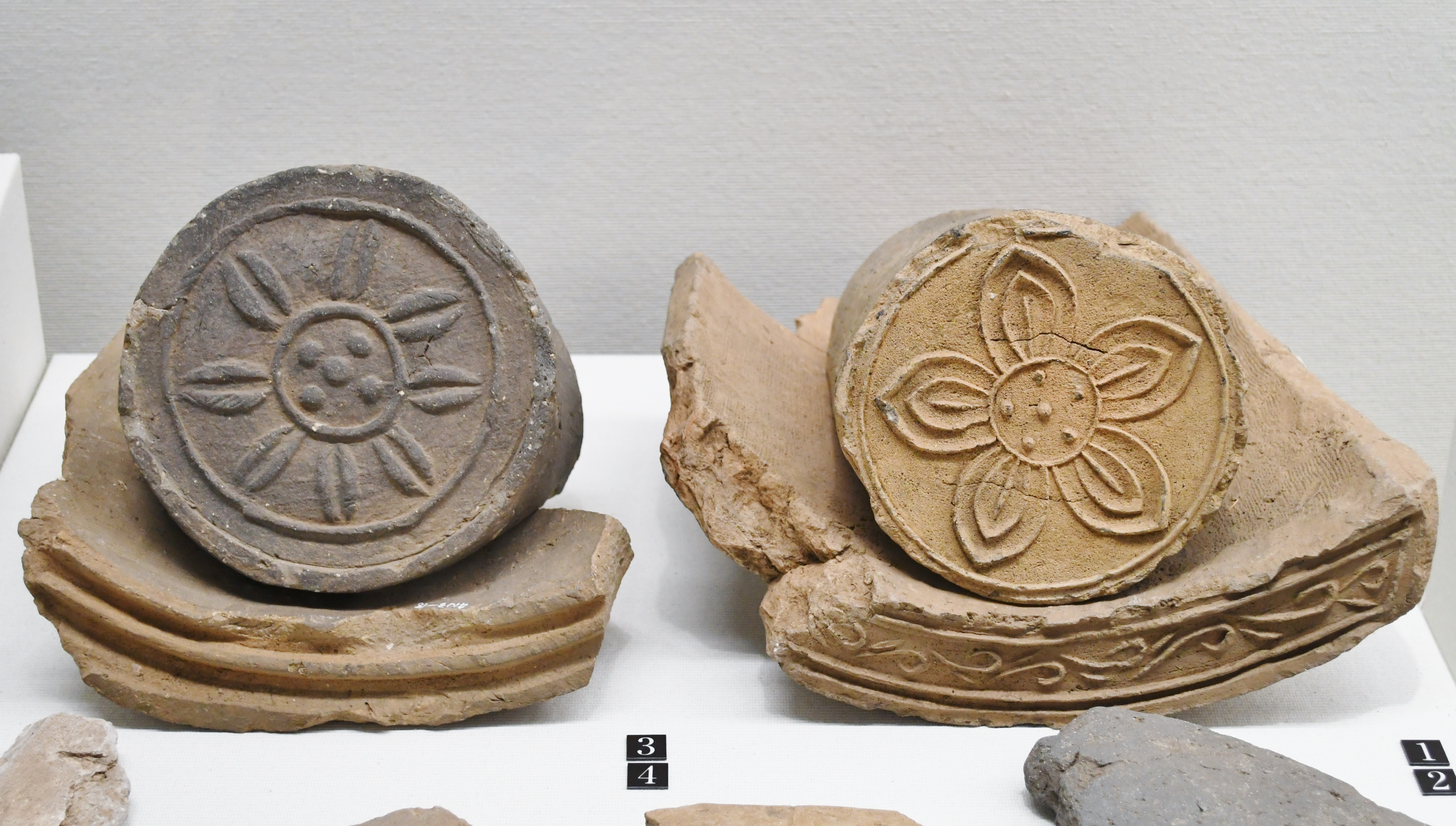
軒瓦 群馬県立歴史博物館展示。
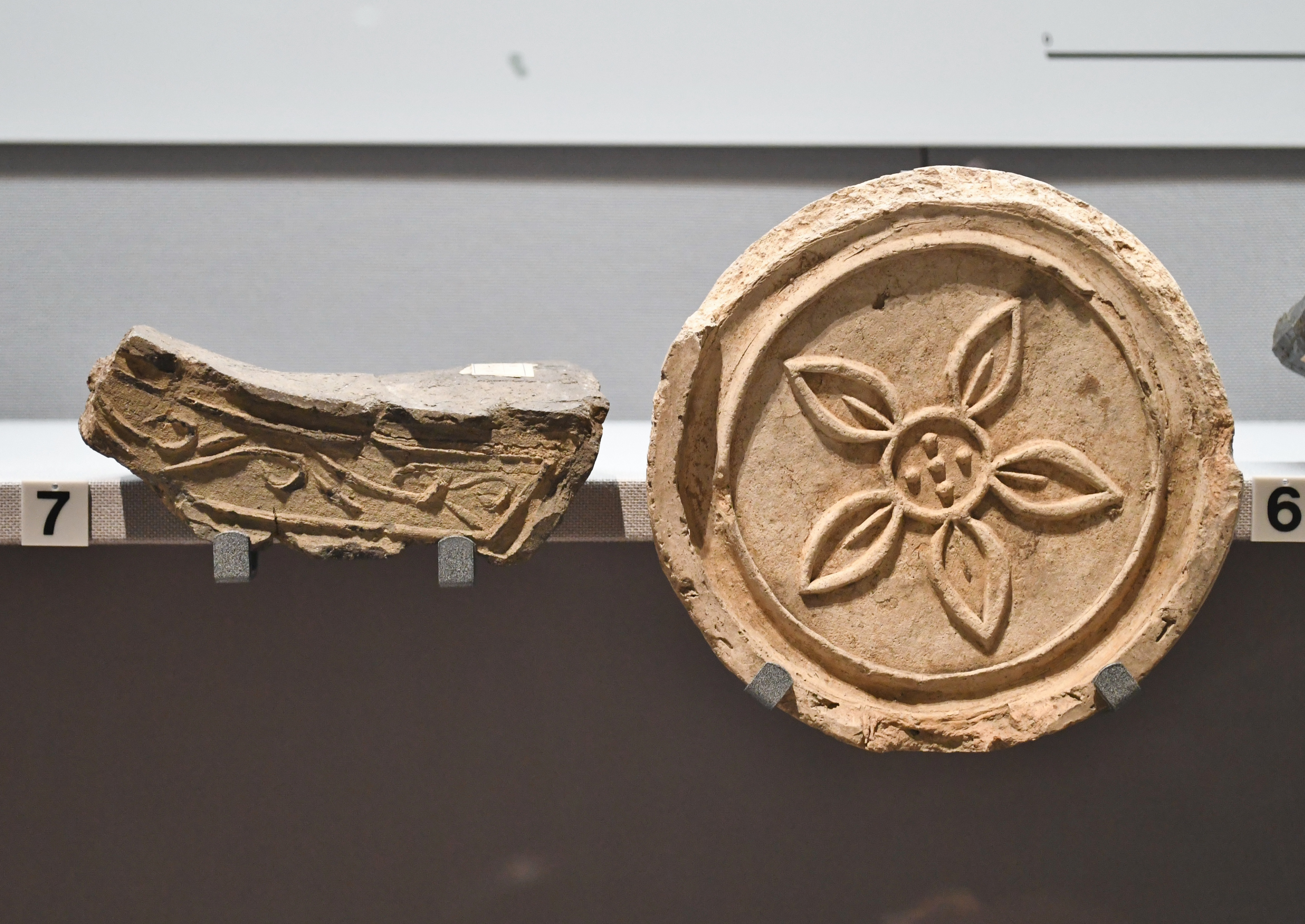
軒瓦 東京国立博物館展示。
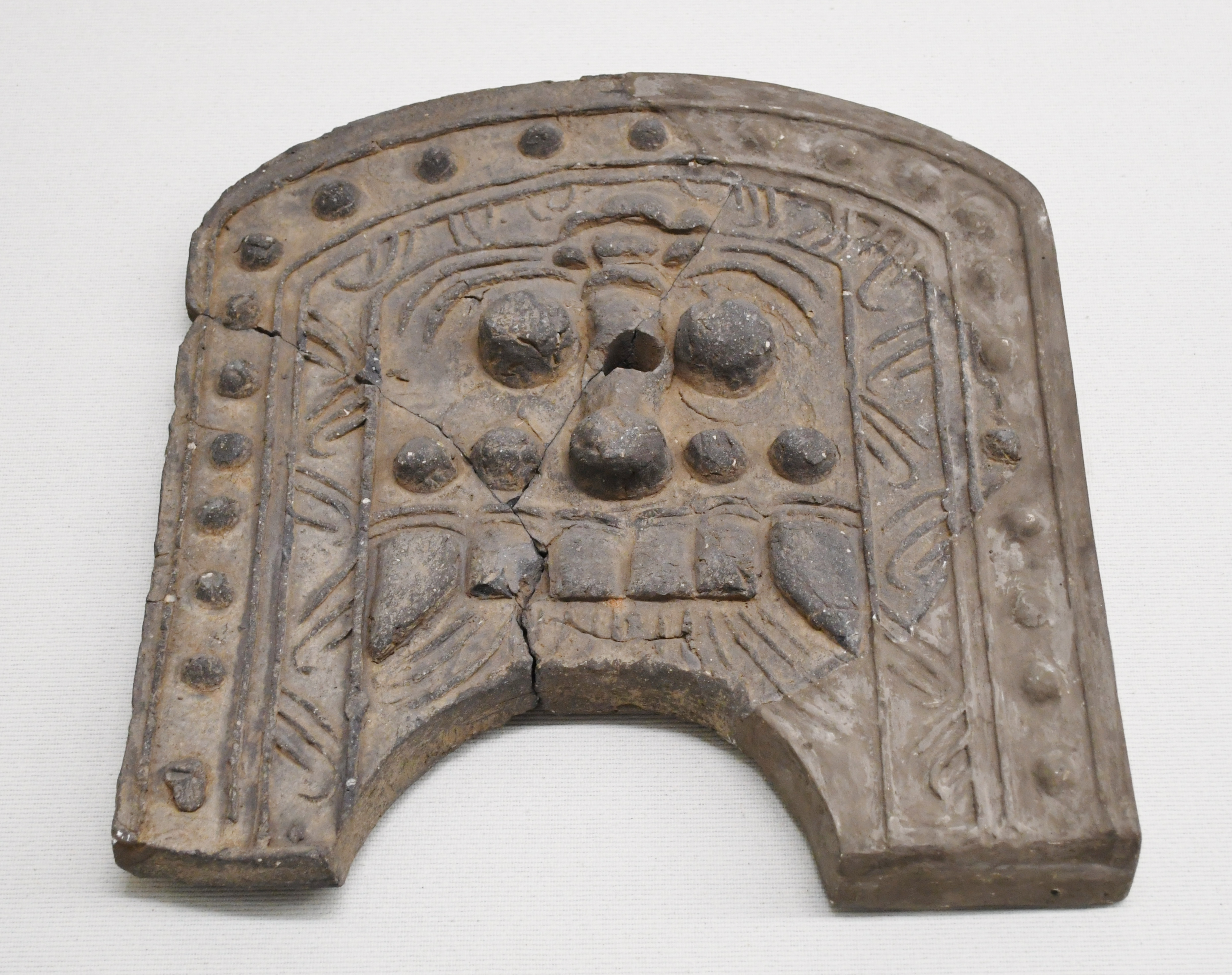
鬼瓦 群馬県立歴史博物館展示。

## 上野国分尼寺跡

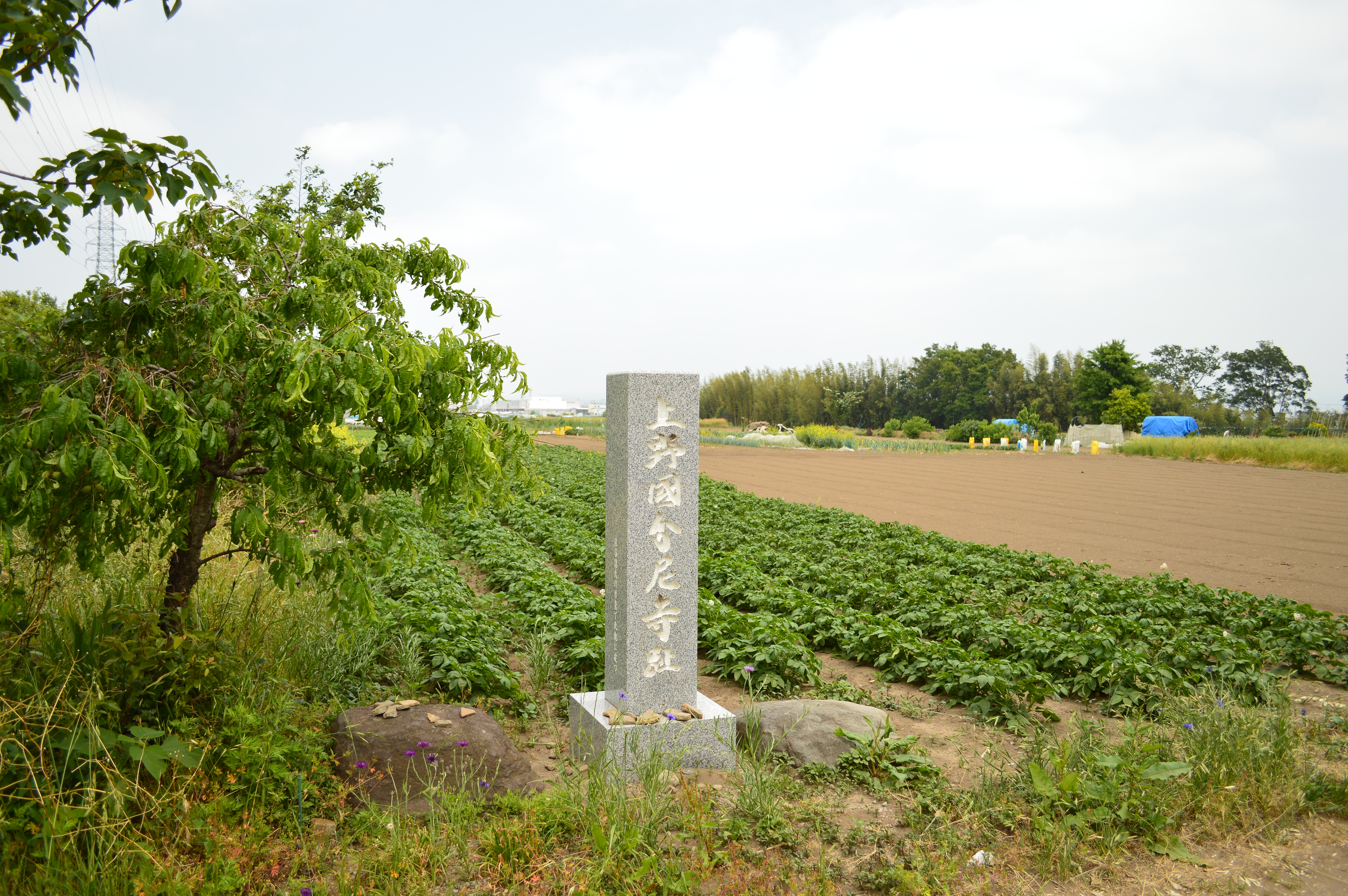
上野国分尼寺阯碑

尼寺跡は僧寺跡の東方300メートルに位置する。寺域は方1.5町と推定される（東辺の寺域は確定）。主要伽藍として、中門・金堂・講堂・尼房（尼坊）の基壇が確認されており、東大寺または法華寺を模倣し塔を省略した伽藍配置と推定される。僧寺とは異なり、築垣は簡略的なものとされる。現在では、礎石等は埋め戻されている。
なお、古くは北東1.5キロメートルに位置する山王廃寺跡を尼寺に比定する説もあった。

## 文化財

### 国の史跡
- 上野国分寺跡 - 1926年（大正15年）10月20日指定[1]。
- 上野国分尼寺跡 - 2024年（令和6年）10月11日指定[11][12]。

## 現地情報
所在地

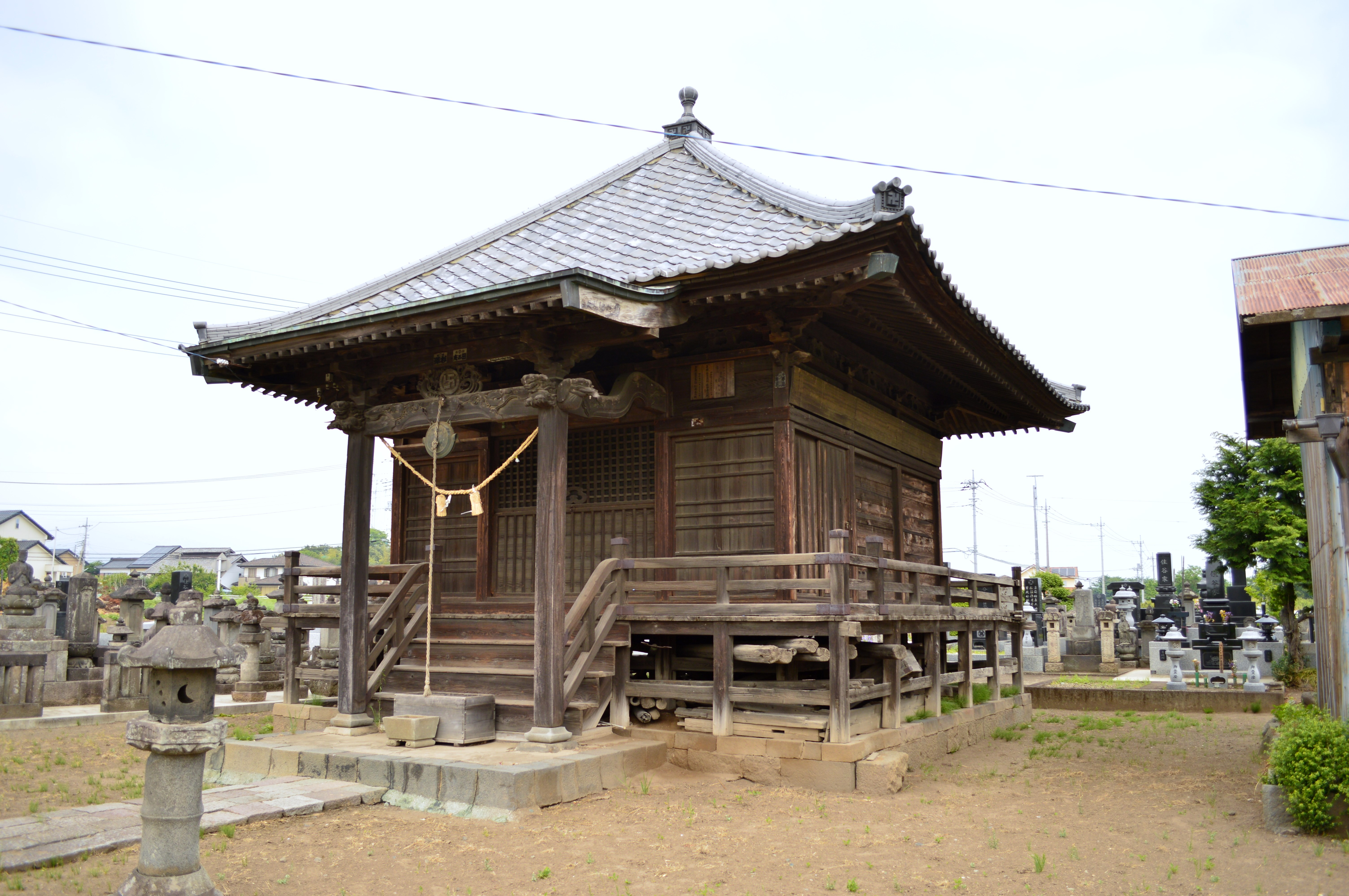
上野国分寺（後継寺院）国分寺跡の北方に所在。

- 国分僧寺跡：群馬県前橋市元総社町、高崎市東国分町・引間町 （北緯36度23分42.31秒 東経139度1分20.76秒 / 北緯36.3950861度 東経139.0224333度座標: 北緯36度23分42.31秒 東経139度1分20.76秒 / 北緯36.3950861度 東経139.0224333度）
- 国分尼寺跡：群馬県前橋市元総社町、高崎市東国分町 （北緯36度23分39.45秒 東経139度1分41.64秒 / 北緯36.3942917度 東経139.0282333度）

関連施設
- 上野国分寺館（ガイダンス施設） - 上野国分寺跡に隣接。

周辺
- 上野国分寺（高崎市東国分町、北緯36度23分58.53秒 東経139度1分17.19秒 / 北緯36.3995917度 東経139.0214417度） - 後継寺院。